# Groupe Rossel
De Groupe Rossel is een Belgische mediagroep, bekend als uitgever van de krant Le Soir, maar ook eigenaar van Sud Presse, die met zijn vijf regionale dagbladen marktleider is in Franstalig België. Andere titels van de groep Rossel zijn onder meer de Noord-Franse regionale kranten La Voix du Nord, l’Union, l’Ardennais, Est Eclair, Libération Champagne, l'Aisne nouvelle en Paris-Normandie. Via de joint venture Mediafin is de groep ook mede-eigenaar van De Tijd, L'Echo, Sabato en Vacature. De groep was ook mede-initiatiefnemer voor het gratis dagblad Metro, maar trok zich later uit dit bedrijf terug. Verder was de groep tot 2020 ook aandeelhouder van RTL Belgium, en sedert 2021 mede-eigenaar, samen met DPG Media.
Groupe Rossel is voor 40% in handen van het Franse mediabedrijf Socpresse. De overige aandelen zijn in handen van de familie Hurbain.

## Geschiedenis
Het bedrijf werd in 1887 opgericht door Pierre-Émile Rossel. Ze gaven het (toen) gratis dagblad Le Soir uit. Door groei, fusies en acquisities groeide het uit tot een groot mediaconcern actief in België, Frankrijk, Luxemburg en Bulgarije. Het bedrijf heeft twee drukkerijen in België en drie in Frankrijk. Bedrijfsleider is sinds het overlijden van zijn vader in 2001 Patrick Hurbain. CEO is Bernard Marchand.
In oktober 2017 kwamen Groupe Rossel en De Persgroep een ruil van activiteiten overeen. De Persgroep breidde zijn deelname in Medialaan uit van 50% naar 100%. Op zijn beurt verkocht De Persgroep haar 50% belang in Mediafin aan Roularta Media Group en verder ontving deze laatste nog een bedrag van 217,5 miljoen euro.
In oktober 2019 nam de Groupe Rossel het tv-blad Ciné Télé Revue over, op dat moment goed voor een oplage van 160.000 exemplaren.
In juni 2020 nam Rossel de noodlijdende Noord-Franse regionale krant Paris-Normandie over.
Tot december 2020 was Rossel ook aandeelhouder van RTL Belgium. Eind 2020 kocht RTL Group zijn medeaandeelhouders gevestigd in de constructie Audiopresse - waartoe Groupe Rossel behoorde - uit in cash en eigen aandelen. Hiermee eindigde het belang van Rossel in de verschillende radio- en televisiezenders van RTL Belgium.
In december 2020 kocht de Groupe Rossel de overige 50% aandelen van Mass Transit Media (MTM). Rossel bezat reeds de helft van de aandelen en kocht de overige helft van Mediahuis over. Mass Transit Media is de uitgever van de gratis krant Metro.
In 2025 eist Groupe Rossel bij de Parijse ondernemingsrechtbank 832 miljoen euro schadevergoeding van Google wegens concurrentieverstorende praktijken in de advertentietechnologiesector. Dat bevestigt CEO Bernard Marchant zaterdag aan Belga, na berichtgeving van h. In 2022 dienden Europese mediabedrijven - waaronder de Belgische spelers DPG Media, Mediahuis en Groupe Rossel - al een klacht in bij de Europese Commissie tegen de dominante positie van Google in online-advertenties. De klacht ging toen over het geautomatiseerd kopen van banners op websites, 'programmatic advertising' in het jargon.
In juni 2025 raakte bekend Rossel fuseert met het krantenaanbod van IPM, de tweede mediaspeler in Wallonië. Daarmee komen ook La Dernière Heure en L’Avenir en La Libre Belgique in Handen van Rossel.

## Merken
Deze lijst bevat de dagbladen, weekbladen en tijdschriften die eigendom zijn van Groupe Rossel
- 20 minutes, Frans dagblad opgericht in 2002, uitgegeven samen met SIPA - Ouest-France
- Le Soir, Belgisch dagblad gevestigd in Brussel en opgericht in 1887
- Le Soir magazine, Belgisch weekblad opgericht in 1928
- Grenz-Echo, Belgisch dagblad actief in de Oostkantons opgericht in 1927
- Metro, Belgisch dagblad, actief van 2000 tot 2023

### Mediafin
Voor de helft in handen van Groupe Rossel. Groep Roularta heeft het eigendom van de overige 50%.
- De Belegger, Belgisch tijdschrift opgericht in 1994
- De Tijd, Belgisch dagblad opgericht in 1968
- L'Echo, Belgisch dagblad opgericht in 1981
- L'Investisseur, Belgisch tijdschrift opgericht in 1983

### Rossel La Voix

#### Dagbladen
- Havre libre, Frans regionaal dagblad gevestigd in Le Havre, actief van 1945 tot 2016
- L'Ardennais, Frans regionaal dagblad gevestigd in Charleville-Mézières en opgericht in 1944
- L'Est éclair, Frans regionaal dagblad gevestigd in Saint-André-les-Vergers en opgericht in 1945
- L'Union, Frans regionaal dagblad gevestigd in Reims en opgericht in 1944
- La Voix du Nord, Frans regionaal dagblad gevestigd in Rijsel en opgericht in 1941
- Le Courrier picard, Frans dagblad gevestigd in Amiens en opgericht in 1944
- Le Havre Presse, Frans regionaal dagblad gevestigd in Le Havre en opgericht in 1945
- Libération Champagne, Frans regionaal dagblad gevestigd in Troyes en opgericht in 1945
- Paris-Normandie, Frans regionaal dagblad gevestigd in Rouen en opgericht in 1944
- Nord éclair, Frans regionaal dagblad gevestigd in Roubaix en opgericht in 1944
- Nord Littoral, Frans regionaal dagblad gevestigd in Calais en opgericht in 1944

#### Weekbladen
- L'Écho de la Lys, Franse regionale krant gevestigd in Aire-sur-la-Lys en opgericht in 1837
- L'Indicateur des Flandres, Franse regionale krant gevestigd in Hazebrouck en opgericht in 1832
- Le Messager, Franse krant gevestigd in Anthy-sur-Léman en opgericht in 1898
- Le Pays Gessien, Franse krant gevestigd in Bellegarde-sur-Valserine en opgericht in 1868
- La Savoie, Franse krant gevestigd in Albertville en opgericht in 1945
- La Semaine dans le Boulonnais, Franse regionale krant gevestigd in Boulogne-sur-Mer en opgericht in 1981
- La Tribune Républicaine, een Frans lokaal dagblad gevestigd in Valserhône en opgericht in 1902
- La Voix des sports, een Frans regionaal dagblad gevestigd in Rijsel en opgericht in 1946

### Sudmedia
- La Capitale, Belgisch regionaal dagblad opgericht in 2002 als opvolger van La Lanterne
- La Meuse, Frans regionaal dagblad opgericht in 1856
- La Nouvelle Gazette, Belgisch regionaal dagblad opgericht in 1878
- La Province, Belgisch regionaal dagblad
- Nord Éclair, Belgisch regionaal dagblad actief in Moeskroen en Doornik